# Издательство Колумбийского университета
Издательство Колумбийского университета (англ. Columbia University Press) — научное издательство со штаб-квартирой в Нью-Йорке. Основано в 1893 году. Одно из самых уважаемых и престижных научных издательств США. Подконтрольно Колумбийскому университету.
Специализируется на публикации литературы в сфере гуманитарных наук, включая такие области, как исследование литературы и культуры, история, социология, религия и кинематограф.
Известные публикации: «The Columbia Encyclopedia», «The Columbia Granger’s Index to Poetry» и «The Columbia Gazetteer of the World». Columbia University Press было первым американским университетским издательством, начавшим публикацию в электронном формате.
С 2004 года директором издательства является Джеймс Д. Джордан.